# Giuseppe di Gesù e Maria
Giuseppe di Gesù e Maria, in spagnolo: José de Jesús y María, al secolo José Vicente Ormaechea y Apoitia (Nabarniz, 1º settembre 1880 – Villanueva del Arzobispo, 4 settembre 1936), è stato un presbitero spagnolo dell'Ordine della Santissima Trinità. Venne fucilato dai repubblicani durante la guerra civile spagnola e venne beatificato come martire da papa Benedetto XVI nel 2007.

## Biografia
Giuseppe di Gesù e Maria fu un religioso trinitario, conventuale e superiore del Santuario della Vergine della Fuensanta (Villanueva del Arzobispo-Jaén) dove i trinitari erano dediti all'istruzione e all'educazione cristiana della gioventù. Il 4 settembre 1936, dopo di essere stato torturato durante più di un mese di prigionia, venne fucilato dai repubblicani durante la guerra civile spagnola, insieme ad un suo compagno della comunità della Fuensanta: Mariano di San Giuseppe.

## Culto
Il 28 ottobre 2007, a Roma, il cardinale José Saraiva Martins, prefetto della Congregazione per le Cause dei Santi, ha beatificato, su mandato di papa Benedetto XVI, 498 martiri spagnoli, uccisi "in odium fidei" durante la guerra civile spagnola. Tra questi un gruppo di dieci martiri dell'Ordine della Santissima Trinità. Giuseppe di Gesù e Maria faceva parte di questo gruppo.
La Chiesa cattolica ha concesso la sua memoria liturgica il giorno 6 novembre. Le reliquie di Giuseppe di Gesù e Maria si venerano nel Santuario della Vergine della Fuensanta di Villanueva del Arzobispo.